# Collastoma minuta
Collastoma minuta är en plattmaskart. Collastoma minuta ingår i släktet Collastoma och familjen Umagillidae. Inga underarter finns listade i Catalogue of Life.